# بارون مونکوزن
بارون مونکوزن (آلمانی: [ˈmʏnçˌhaʊzn̩]، مونکهاوزِن) شخصیتی داستانی و اشراف‌زاده آلمان است که سال ۱۷۸۵ توسط نویسنده آلمانی رودولف اریش راسپه کتاب روایت بارون مونکهاوزِن، از سفر شگفت‌انگیزی خود و مبارزات در روسیه ساخته شده‌است که بر اساس زندگی شخصیتی واقعی است.
در بودنوردر هانوفر متولد شد و برای جنگ امپراتوری روسیه در جنگ روسیه و عثمانی (۱۷۳۵–۱۷۳۹) جنگید. پس از بازنشستگی در سال ۱۷۶۰، به دلیل گفتن قصه‌های بلند طعنه آمیز بر اساس حرفه نظامی اش، در محافل اشرافی آلمان مشهور شد. این کتاب به زودی به زبان‌های اروپایی دیگر ترجمه شد، از جمله نسخه آلمانی که توسط شاعر گوتفرید آوگوست بورگر گسترش یافته‌است.

## فیلم

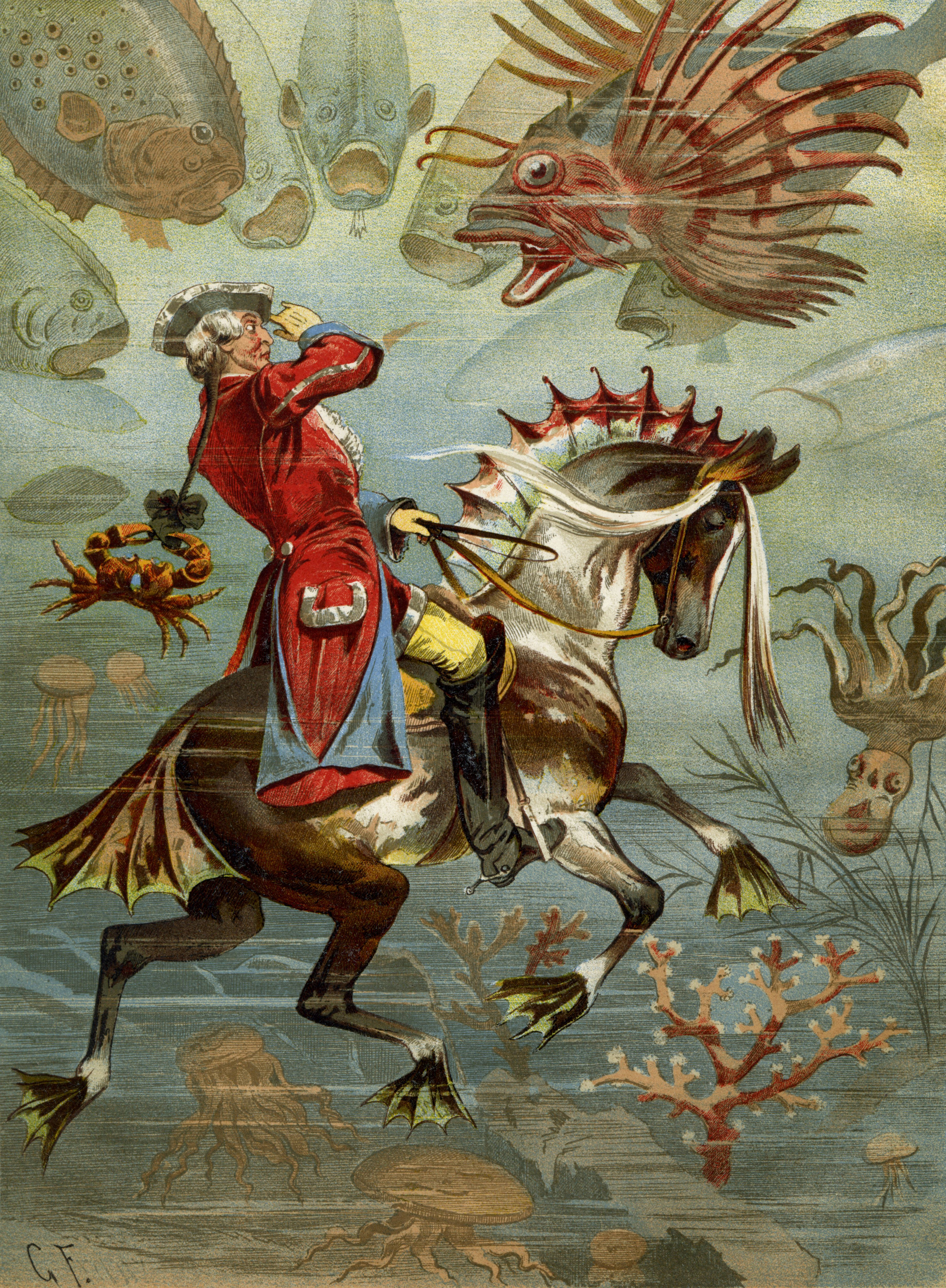
بارون سفر می‌کند زیر آب، که توسط گاتفرید فرانتس نشان داده شده‌است.

ژرژ ملیس، فیلمساز فرانسوی، که داستانهای بارون مونکوزوزن را بسیار تحسین می‌کند، رؤیای بارون مونکوزن را در سال ۱۹۱۱ فیلمبرداری کرد.